# Loisey
Loisey is een gemeente in het Franse departement Meuse (regio Grand Est).
De gemeente fuseerde in 1973 met de gemeente Culey tot de gemeente Loisey-Culey, dat behoorde tot het kanton Ligny-en-Barrois en het arrondissement Bar-le-Duc. In 2014 werd de gemeente weer gesplitst en de twee gemeenten werden op  maart 2015, anders als de voormalige gemeente, ingedeeld bij het kanton Vaucouleurs. Ze bleven wel onderdeel van het arrondissement Bar-le-Duc. De gemeente maakt deel uit van de Communauté d'Agglomération Bar-le-Duc Sud Meuse, een samenwerkingsverband tussen 33 gemeenten.
Bovée-sur-Barboure · Boviolles · Brixey-aux-Chanoines · Broussey-en-Blois · Burey-en-Vaux · Burey-la-Côte · Chalaines · Champougny · Culey · Cousances-lès-Triconville · Dagonville · Épiez-sur-Meuse · Erneville-aux-Bois · Goussaincourt · Laneuville-au-Rupt · Loisey · Marson-sur-Barboure · Maxey-sur-Vaise · Méligny-le-Grand · Méligny-le-Petit · Ménil-la-Horgne · Montbras · Montigny-lès-Vaucouleurs · Naives-en-Blois · Nançois-le-Grand · Nançois-sur-Ornain · Neuville-lès-Vaucouleurs · Ourches-sur-Meuse · Pagny-la-Blanche-Côte · Pagny-sur-Meuse · Reffroy · Rigny-la-Salle · Rigny-Saint-Martin · Saint-Aubin-sur-Aire · Saint-Germain-sur-Meuse · Salmagne · Saulvaux · Sauvigny · Sauvoy · Sepvigny · Sorcy-Saint-Martin · Taillancourt · Troussey · Ugny-sur-Meuse · Vaucouleurs · Villeroy-sur-Méholle · Void-Vacon · Willeroncourt
1. ↑  Populations de référence 2022.